# Fort Condé
Pour les articles homonymes, voir Condé.
 (novembre 2023).
Si vous disposez d'ouvrages ou d'articles de référence ou si vous connaissez des sites web de qualité traitant du thème abordé ici, merci de compléter l'article en donnant les références utiles à sa vérifiabilité et en les liant à la section « Notes et références ».
Fort Condé est un fort français construit au tout début du XVIIIe siècle en Nouvelle-France.

## Histoire
En 1702, l'explorateur canadien-français, Jean-Baptiste Le Moyne de Bienville, devint gouverneur de la Louisiane française à la suite de la mort du précédent gouverneur Sauvolle de la Villantry.
Le Moyne de Bienville fait édifier un premier fort, le fort Louis de la Mobile ou fort Louis de la Louisiane sur la rive de la rivière Mobile. Mais ce premier fort, construit en bois, fut emporté par les crues de la rivière. Il fut reconstruit, mais subit d'autres crues et la petite colonie fut de surcroît touchée par une épidémie de fièvre jaune. En 1711, une dernière crue emporta le fort. Il fut alors décidé de transférer la colonie sur un autre site situé à quelques dizaines de kilomètres en aval de la rivière Mobile sur la baie de Mobile.
En 1711, fut entrepris la construction, d'un nouveau fort en bois de plus grandes dimensions sur le nouveau site. Il conserva dans un premier temps son appellation de fort Louis de la Mobile, en raison du simple transfert de la colonie et de son fort en ce nouveau lieu.
En 1719, le fort servit de base pour les forces françaises pour l'expédition militaire contre le fort espagnol de Pensacola et la prise de Pensacola cette même année avec l'aide de leurs alliés amérindiens.
De 1720 à 1723, fort Louis de la Mobile ou fort Louis de la Louisiane, fut la vraie capitale de la Louisiane française avec Biloxi avant La Nouvelle-Orléans, et le fort était au centre d'une ville géométrique organisée en 12 pâtés de maisons réguliers.
En 1723 fut alors entrepris la construction d'un véritable fort en pierre et en brique qui fut baptisé fort Condé de la Mobile en l'honneur du prince de Condé, Louis IV Henri de Bourbon-Condé, chef de la Régence, puis Premier ministre de Louis XV, et reconstruit en briques.
Le fort Condé défendait la côte sud-est de la Louisiane française face aux menaces anglaises ou espagnoles venant du golfe du Mexique.
Il couvrait une superficie de 45 000 m2.
En 1763, après le traité de Paris, les Anglais prennent possession de la ville de Mobile et du fort. Le roi d'Angleterre, George III, le rebaptise fort Charlotte en l'honneur de Charlotte de Mecklembourg-Strelitz, sa femme.
En 1780, les Espagnols prennent possession du fort et adaptent le nom en fort Carlota.
En 1813, les États-Unis prennent possession de ce fort et lui redonnent le nom de fort Charlotte.
En 1820, le Congrès des États-Unis autorise le démantèlement du fort qui n'a plus de raison stratégique.
En 1976 fut inauguré un nouveau fort Condé, réplique tronquée et à échelle légèrement réduite du premier (Environ 3 km de l'embouchure et de 'Little Sand Island', 250 m en retrait de la rive droite de la rivière Mobile).

## Galerie

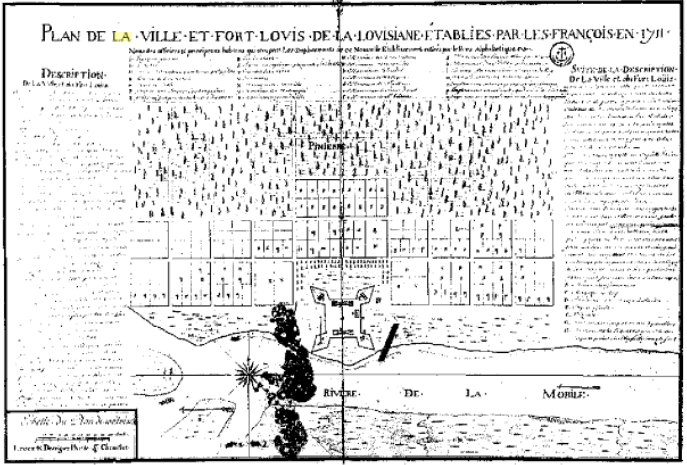
Plan du nouveau fort Louis de la Louisiane en 1711
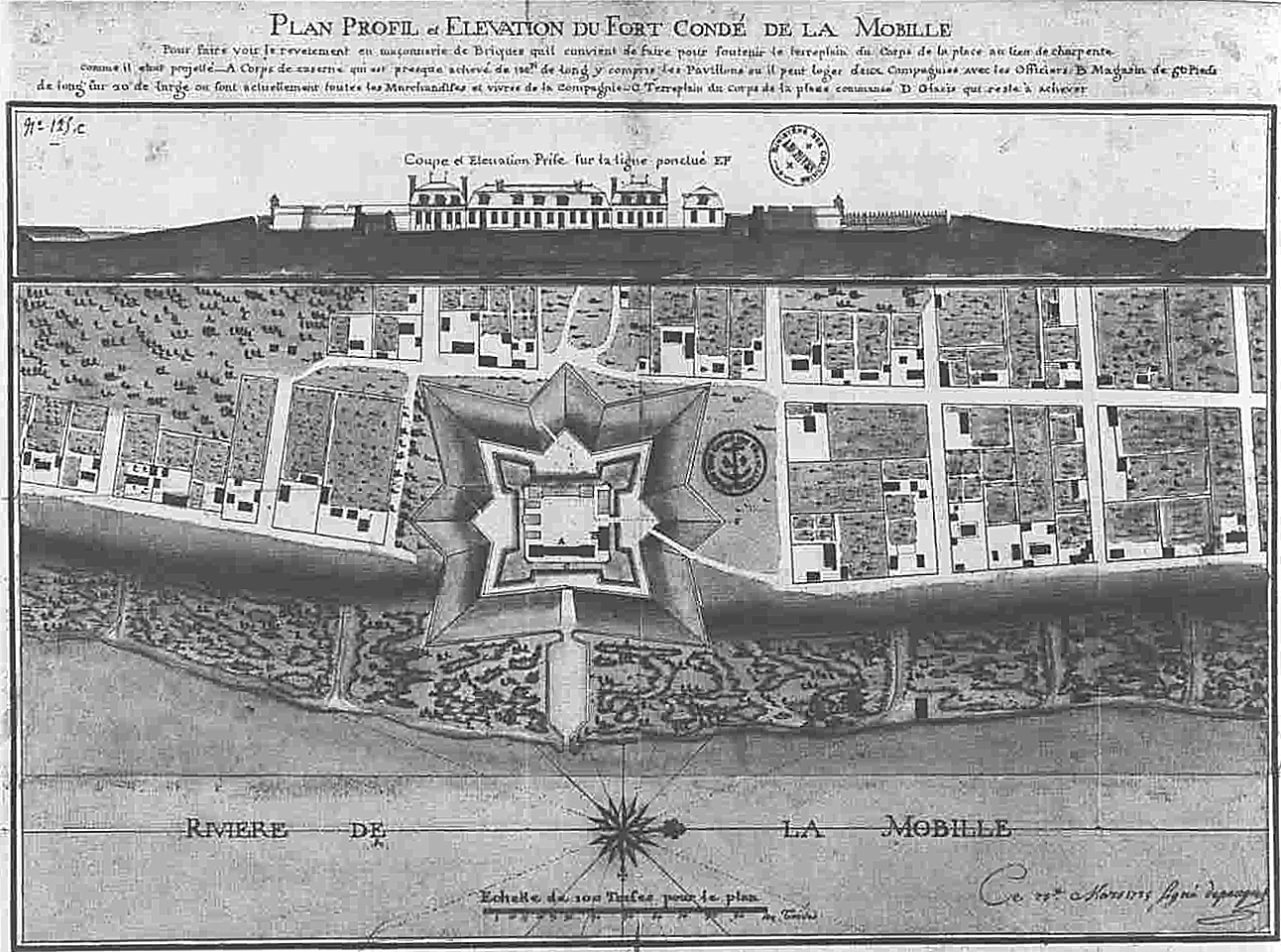
Plan du Fort Condé de La Mobille en 1725
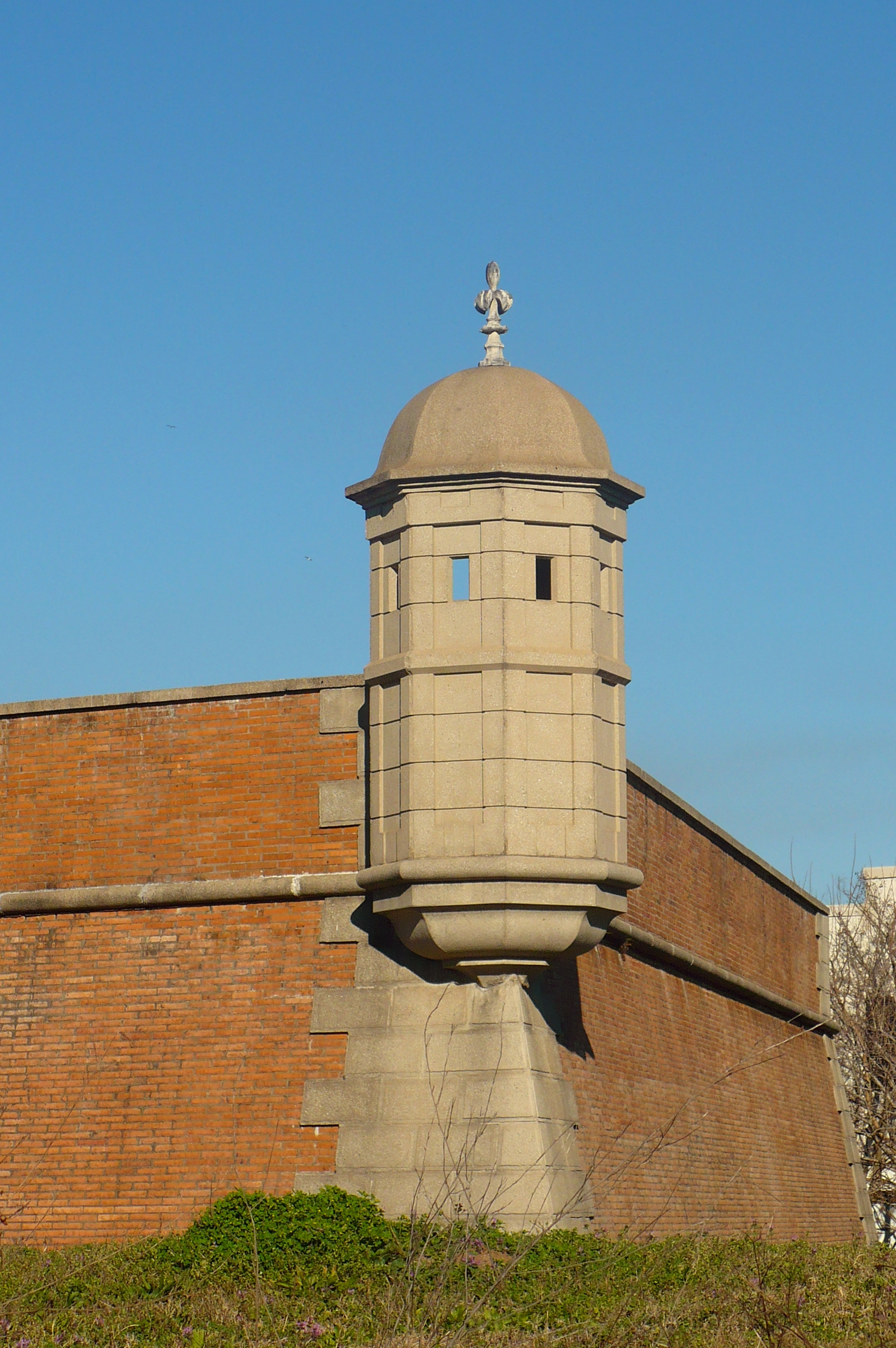
Réplique du Fort Condé
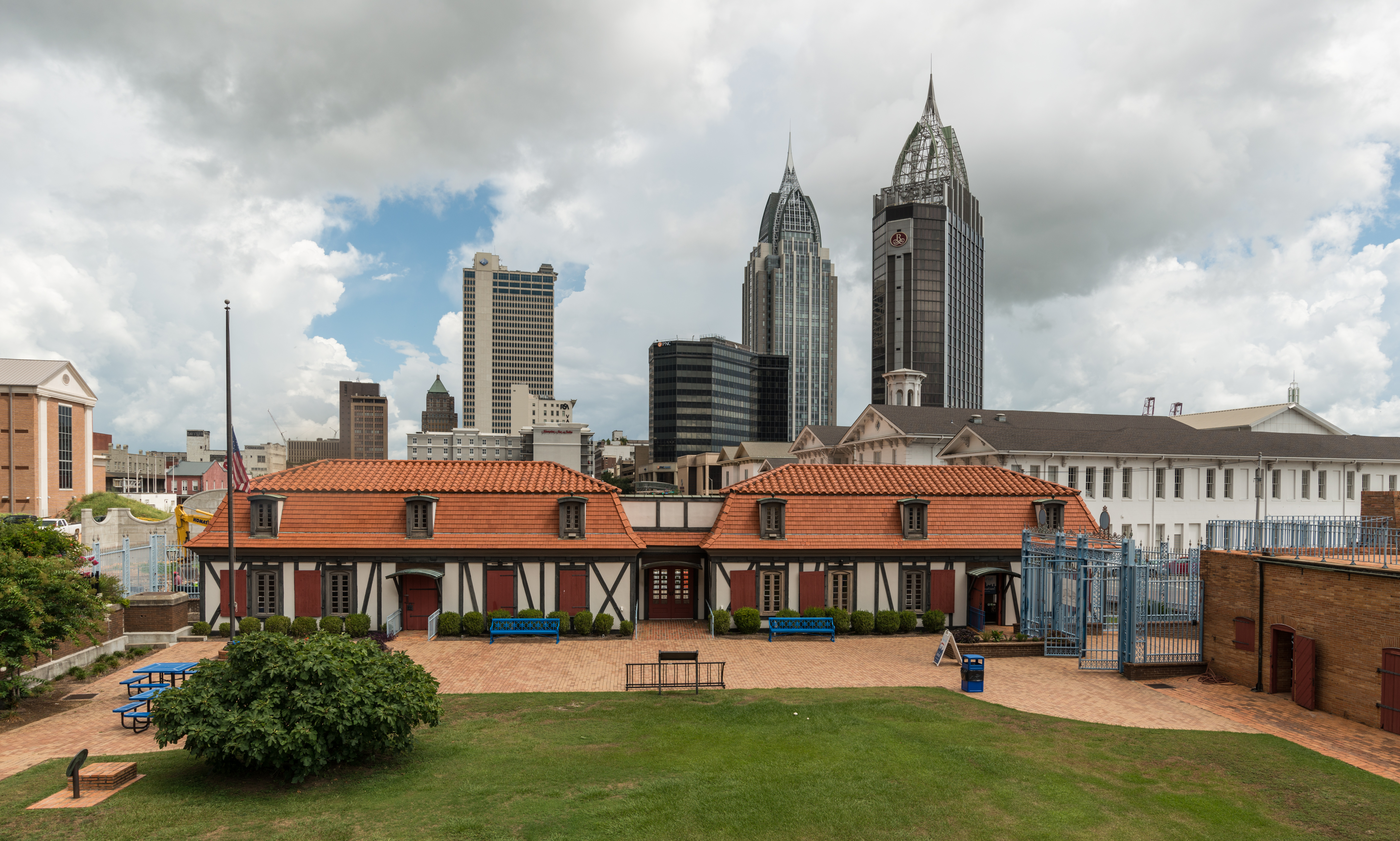
Vu du Fort, avec gratte-ciel de Mobile